# Jim McElreath
Jim McElreath (ur. 18 lutego 1928 roku w Arlington, zm. 18 maja 2017) – amerykański kierowca wyścigowy.

## Życiorys
McElreath rozpoczął karierę w międzynarodowych wyścigach samochodowych w 1960 roku od startów w IMCA Sprint Car Championship. Z dorobkiem 1296 punktów został sklasyfikowany na siódmej pozycji w końcowej klasyfikacji kierowców. W późniejszym okresie Amerykanin pojawiał się także w stawce USAC National Championship, NASCAR Grand National, Indianapolis 500, USAC National Midget Series, USAC National Sprint Car Series, USAC National Silver Crown, CART Indy Car World Series, USAC Gold Crown Championship oraz USAC Coors Light Silver Bullet Series.
W CART Indy Car World Series McElreath startował w latach 1979-1984. Najlepszy wynik Amerykanin osiągnął w 1980 roku, kiedy uzbierane 240 punktów dało mu 28 miejsce w klasyfikacji generalnej.